# Елба (остров)
Елба (на италиански: Elba) е най-големият остров от Тосканския архипелаг и третият по големина италиански остров. Намира се на 10 km навътре от западния бряг на Италия, в Тиренско море. На обширните железоносни пластове се дължи гръцкото му име Еталия („задимено място“), поради топенето на руда, което се извършвало там. Площта му е 223,5 km2. Главен град е Портоферайо. Има планински релеф, като най-високият връх е Монте Капане – 1018 m. Климатът е средиземноморски.

## География
Елба представлява най-големият остатък от протежението суша от древния тракт, който някога е свързвал Апенинския полуостров с Корсика. Северният бряг на острова гледа към Лигурско море, източният към протока на Пьомбино, южният към Тиренско море, а Корсиканският проток отделя западния връх на острова от съседния остров Корсика.
Самият остров е съставен от ивици скали, които някога са съставлявали океанското дъно на древния океан Тетис. Тези скали са претърпели поне две орогенези (алпийска и апенинска). В хода на втората орогенеза, океанската кора на Тетис се подпъхва под днешния Апенински полуостров. По-късно, в тектонската плоча се образуват разломи, които позволяват миграцията на флуиди, богати на желязо, през кората. Благодарение на натрупването на тези флуиди, в днешно време островът е богат на желязна руда. Желязната руда илваит е кръстен на латинското име на острова (Илва).
Релефът на острова е разнообразен. Западната му част е по-планинска, като именно там се намира най-високата точка на Елаб – Монте Капане (1018 m). Тези планини са дома на много животински видове, включително на муфлони и диви свине, които процъфтяват, въпреки постоянния туристически поток. Централната част на острова е равнинна.
Климатът е средиземноморски, с изключение на Монте Капане. Валежите са концентрирани през есента. Все пак, островът попада във валежната сянка на Корсика, поради което средногодишните валежи на Елба са по-малки в сравнение с континенталната част на Италия. Снеговалежите са рядкост.
| Климатични данни за Елба | Климатични данни за Елба | Климатични данни за Елба | Климатични данни за Елба | Климатични данни за Елба | Климатични данни за Елба | Климатични данни за Елба | Климатични данни за Елба | Климатични данни за Елба | Климатични данни за Елба | Климатични данни за Елба | Климатични данни за Елба | Климатични данни за Елба | Климатични данни за Елба |
| Месеци | яну.                     | фев.                     | март                     | апр.                     | май                      | юни                      | юли                      | авг.                     | сеп.                     | окт.                     | ное.                     | дек.                     | Годишно                  |
| Абсолютни максимални температури (°C) | 16,2                     | 18,0                     | 20,0                     | 22,4                     | 29,6                     | 32,0                     | 34,3                     | 36,1                     | 32,0                     | 25,0                     | 24,6                     | 16,8                     | 36,1                     |
| Средни максимални температури (°C) | 9,6                      | 10,0                     | 12,0                     | 14,2                     | 18,8                     | 22,7                     | 26,5                     | 26,7                     | 22,6                     | 18,0                     | 13,4                     | 10,5                     | 17,1                     |
| Средни температури (°C) | 7,4                      | 7,5                      | 9,2                      | 11,4                     | 15,6                     | 19,3                     | 22,7                     | 23,1                     | 19,5                     | 15,4                     | 11,2                     | 8,5                      | 14,2                     |
| Средни минимални температури (°C) | 5,3                      | 5,0                      | 6,3                      | 8,5                      | 12,3                     | 15,8                     | 19,0                     | 19,5                     | 16,4                     | 12,9                     | 9,0                      | 6,5                      | 11,4                     |
| Абсолютни минимални температури (°C) | −7,4                     | −4,4                     | −5,4                     | 1,2                      | 3,4                      | 5,0                      | 12,2                     | 11,6                     | 7,6                      | 2,0                      | −1                       | −5,4                     | −7,4                     |
| Средни месечни валежи (mm) | 59,5                     | 75,6                     | 56,2                     | 57,8                     | 31,6                     | 26,8                     | 13,8                     | 41,5                     | 75,0                     | 101,6                    | 88,7                     | 50,5                     | 678,6                    |
| Средно количество слънчеви часове | 133.3                    | 118.7                    | 155.0                    | 183.0                    | 195.3                    | 237.0                    | 275.9                    | 257.3                    | 201.0                    | 151.9                    | 117.0                    | 114.7                    | 2140                     |
| --- | ------------------------ | ------------------------ | ------------------------ | ------------------------ | ------------------------ | ------------------------ | ------------------------ | ------------------------ | ------------------------ | ------------------------ | ------------------------ | ------------------------ | ------------------------ |
| Източник: Servizio Meteorologico (temperature and precipitation data 1971 – 2000), Servizio Meteorologico (relative humidity and sun data 1961 – 1990) |                          |                          |                          |                          |                          |                          |                          |                          |                          |                          |                          |                          |                          |

## История
Първоначално, островът е бил населен от лигурско племе, които го кръщават Илва. Той става известен още по това време заради залежите си от желязо. Аполоний Родоски го споменава в епическата си поема Аргонавтика, в която аргонавтите спират за почивка на острова. След това на острова се заселват етруски, а след това е завладян от римляните, които го покръстват.
В ранното средновековие, Елба е нападнат от остроготите и лангобардите, след което става владение на Република Пиза. След битката при Мелория през 1284 г., Генуезката република поема контрол над острова, но Пиза си го възвръща отново през 1292 г. През 1399 г. Елба е продаден на Висконтите.
През 1544 г. берберски пирати от Северна Африка опустошават Елба и бреговете на Тоскана. През 1546 г. част от острова е предаден на Козимо I Медичи, който укрепва Портоферайо и го преименуван на Космополи, докато останалата част от острва е възвърната на Апиани през 1577 г. През 1596 г. Филип II Испански завладява Порто Лонгоне, където впоследствие построява две крепости. Тази част от Елба попада под пряк испански контрол. През 1736 г. суверенитетът на тази част от Елба става обект на претенции от страна на Неаполитанското кралство.
Британците пристигат на острова през 1796 г., след като Ливорно е окупиран от Първата френска република, за да защитат 4000-те френски роялисти, които намират убежище в Портоферайо две години по-рано. През 1801 г. Люневилският мирен договор прави Елба притежание на Кралство Етрурия, а след Амиенския договор през 1802 г. той е прехвърлен на Франция.
След абдикирането си, френският император Наполеон Бонапарт е заточен на остров Елба и престоява там 9 месеца и 21 дена (11 април 1814 – 26 февруари 1815). Там той разполага с лична гвардия от 600 души и е номинален суверен на острова, макар околните води да се патрулират от френски и британски кораби. По време на престоя си на Елба, Наполеон въвежда поредица от икономически и социални реформи. На 26 февруари 1815 г. той успява да избяга във Франция. След Виенския конгрес Елба е даден на Велико херцогство Тоскана. През 1860 г. островът става част от новообразуваното Кралство Италия.
По време на Втората световна война, островът е окупиран от немците, но е освободен от французите с британска подкрепа на 17 юни 1944 г. Погрешни данни от разузнаването и здравите укрепления правят битката по-трудна от очакваното.
В наши дни, благодарение на богатото си културно наследство, кухня и природа, островът представлява важна международна туристическа дестинация.